# حمل حراري للدثار
الحمل الحراري للدثار (بالإنجليزية: Mantle convection)‏ هو الحركة الزاحفة البطيئة لطبقة الدثار الأرضية الصخرية التي تحدث بسبب تيارات الحمل الحراري التي تحمل الحرارة من باطن الأرض إلى السطح. وينقسم الغلاف اليابس الموجود بسطح الأرض، والذي يوجد فوق الغلاف الموري (العنصران اللذان تتكونان منهما طبقة الدثار العليا)، إلى عدد من الصفائج التي تتكون باستمرار ويتم استهلاكها عند حدود الصفائح المقابلة. ويحدث تراكم مع إضافة الدثار للحواف المتنامية للصفيحة، والتي عادة ما ترتبط بامتداد قاع البحر. وهذه المواد المضافة الساخنة تبرد عن طريق توصيل وحمل الحرارة. وعند حواف الاستهلاك الخاصة بالصفيحة، يتم انضغاط المواد حراريًا لتصبح كثيفة، وتغوص بفعل وزنها في عملية الاندساس في الخندق المحيطي.
وتغوص هذه المادة المندسة حتى عمق 660 كيلومتر (410 ميل) في باطن الأرض، حيث تتم إعاقتها من الغوص أكثر من ذلك، وذلك ربما بسبب تغير المرحلة من الإسبينيل إلى سيليكات البيروفيسكايت (silicate perovskite) والفوستيت المغنيزي (magnesiowustite)، وهو تفاعل ماص للحرارة.
وتتسبب القشرة المحيطية المندسة في عمليات بركانية، على الرغم من تنوع الآليات الأساسية. وقد تحدث البراكين بسبب العمليات التي تضيف طفوية لطبقة الدثار المذابة جزئيًا، وهو ما يتسبب في التدفق التصاعدي نظرًا للانخفاض في كثافة الذوبان الجزئي.
والأشكال الثانوية للحمل الحراري التي قد تؤدي إلى حدوث البراكين السطحية من المفترض أن تحدث كنتيجة لتمدد بين الصفائح  وأعمدة غبار الدثار.
ونظرًا لأن طبقة الدثار تستطيع الحمل الحراري، فإن الصفائح التكتونية تكون قادرة على التحرك حول سطح الأرض.
ويبدو الحمل الحراري للدثار أكثر نشاطًا خلال فترة الهاديان، مما يؤدي إلى فرز الجاذبية لعناصر حديد ونيكل منصهرة أكثر ثقلاً وكبريتيد في باطن الأرض وحديد أخف وزنًا وسيليكات الألومنيوم في طبقة الدثار.

## أنواع الحمل الحراري
هناك جدل حالي داخل المجتمع الجيوفيزيائي حول ما إذا كان الحمل الحراري من المرجح أن يكون على شكل «طبقات» أو «وحدة متكاملة». ويرتبط هذا النقاش بالجدل المتعلق بما إذا كانت البراكين الصفائحية تحدث بسبب العمليات الضحلة فوق الدثار أو بسبب أعمدة الغبار الصادرة عن طبقة الدثار السفلى. وقال الجيوكيميائيون إن الحمم البركانية التي اندلعت في المناطق الصفائحية تكون مختلفة في تكوينها عن بازلت حافة منتصف المحيط الضحلة (SDMORB). وقد تم تفسير هذا على أنها ناشئة من منطقة مختلفة، والتي من المقترح أن تكون طبقة الدثار السفلى. وأشار آخرون، مع ذلك، إلى أن الاختلافات تشير إلى إدراج عنصر صغير من المواد شبه السطحية من الغلاف الصخري. وانقسم كذلك علماء الزلازل، حيث يرى البعض أنه لا توجد أي أدلة على الحمل الحراري للدثار الكلي، في حين أن آخرين يرون أن هناك أدلة.

## سرعة الحمل الحراري
تبلغ السرعة النموذجية للحمل الحراري للدثار تبلغ 20 ميلليمتر/سنويًا بالقرب من طبقة القشرة ولكن يمكن أن تختلف إلى حد ما. والحمل الحراري الذي يكون على نطاق صغير، والموجود في طبقة الدثار العليا، يكون أسرع كثيرًا من الحمل الحراري الموجود بالقرب من باطن الأرض. (انظر النقاش حول الدثار الكلي أعلاه.) تستغرق دورة الحمل الحراري الضحلة 50 مليون سنة، على الرغم من أن الحمل الحراري الأكثر عمقًا يمكن أن يكون أقرب إلى 200 مليون سنة.